# Julio Planisi
Julio Planisi (fl. XX secolo) è stato un dirigente sportivo argentino, presidente del Racing Club de Avellaneda in due diversi mandati e primo presidente della Liga Argentina de Football.

## Biografia
Planisi fu tra i fondatori del Racing di Avellaneda, nelle cui file giocò negli anni 1900. Assunse per la prima volta l'incarico di presidente del Racing nel 1920; l'anno seguente cedette il posto a Luis Carbone. Nove anni dopo riprese le redini della società di Avellaneda, succedendo a Luis Galdeano; partecipò con gli altri presidenti delle varie società alla riunione che, nel 1931, costituì la Liga Argentina de Football, la prima federazione professionistica del calcio argentino, e ne assunse la presidenza. Il suo mandato alla LAF si esaurì nel 1932, anno in cui fu sostituito da Eduardo Larrandart.